# Zachte berk
De zachte berk (Betula pubescens) is een boom uit de berkenfamilie (Betulaceae). De plant komt van nature voor in de Benelux. De zachte berk en de ruwe berk (Betula pendula) zijn spontaan met elkaar gaan kruisen. Hierdoor is het moeilijk om soortzuivere exemplaren te vinden.

## Kenmerken
De zachte berk komt vooral voor in Limburg en de Ardennen en in Nederland zeer algemeen. De zachte berk wordt gevonden op vochtiger tot natte standplaatsen.
De boom wordt tot 15 m hoog en heeft een stam die aan de basis wit is en niet barstend. Op de jonge, opgaande twijgen, die door elkaar groeien, zitten haren. De bladeren zijn 3–6 cm lang, eirond tot ruitvormig, spits, en aan de onderzijde behaard.
De bloeiwijze is een katje van 2–6 cm lang.

## Plantengemeenschap
De zachte berk is een kensoort voor de klasse van berkenbroekbossen (Vaccinio-Betuletea pubescentis).

## Toepassingen
Het is mogelijk om in de lente berkensap te winnen door een gat te maken in de bast van de berk. Dit komt voornamelijk voor in de Baltische staten en Rusland. 
Binnen de traditionele geneeskunde worden aan berkensap of thee gemaakt van berkenbladeren een lange lijst geneeskundige toepassingen toegeschreven. Tussen landen verschillen deze toepassingen enorm.